# پلاکومین (لوئیزیانا)
پلاکومین (به انگلیسی: Plaquemine) شهری در ایالت لوئیزیانا کشور ایالات متحده آمریکا است که جمعیت آن در سرشماری سال ۲۰۱۰ میلادی، ۷٬۱۱۹ نفر بوده‌است.